# Dragutin Dimitrijević

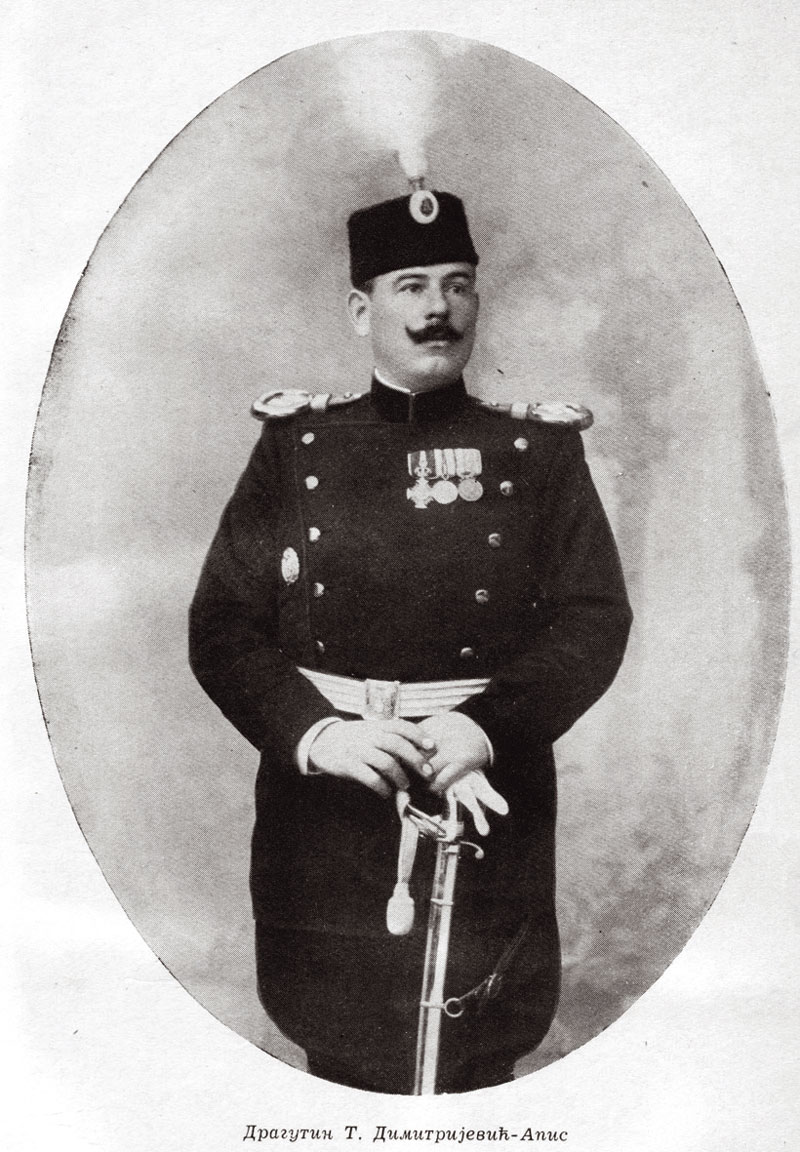
Dragutin Dimitrijević

Dragutin T. Dimitrijević (Servisch: Драгутин Т. Димитријевић) bijgenaamd Apis (Servisch: Апис) (Belgrado, 17 augustus 1876 - Thessaloniki, 24 juni 1917) was een Servisch officier die een belangrijke rol speelde in zowel de staatsgreep tegen koning Alexander Obrenović in 1903 als in het geheim genootschap Zwarte Hand, dat verantwoordelijk was voor de moord op Frans Ferdinand van Oostenrijk op 28 juni 1914, leidend tot de Julicrisis, die uiteindelijk zou uitmonden in het begin van de Eerste Wereldoorlog. 

## Opleiding
Op zestienjarige leeftijd begon Dimitrijević zijn opleiding aan de militaire academie in Belgrado. Kennelijk opgevallen door gunstige studieresultaten, werd hij meteen na zijn afstuderen toegevoegd aan de generale staf van het Servisch leger. Al snel kreeg hij vanwege zijn gezette, stierachtige uiterlijk de bijnaam Apis, naar de Egyptische god die de gedaante had van een stier.

## Junicoup

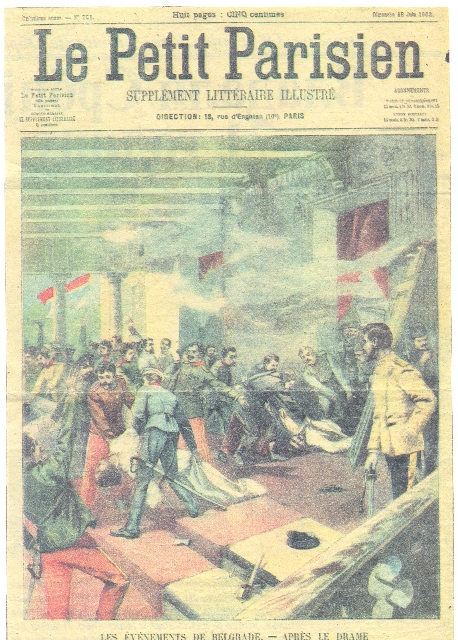
Artistieke verbeelding van de koningsmoord

Kapitein Dimitrijević was een van de leidende figuren in de meicoup van 1903 tegen koning Alexander en zijn, zeer ongeliefde, vrouw Draga Mašin. De koning was in hogere kringen juist door zijn huwelijk met deze hofdame van zijn moeder veel van zijn goodwill kwijtgeraakt. In bredere kring was zijn populariteit gering vanwege zijn autoritaire en antidemocratische regeringsstijl. Daarenboven stond zijn koningschap, als steeds in de dynastieke geschiedenis van Servië en later Joegoslavië in het teken van de voortdurende rivaliteit tussen zijn eigen Huis Obrenović en het Huis Karađorđević. Dimitrijević, die volgens historicus Christopher Clark over alle eigenschappen beschikte om hem tot een goed samenzweerder te maken, nam al snel de leiding in de organisatie van de staatsgreep. Die zou aanvankelijk plaatsvinden in 1901, waarbij een fantastisch plan was gemaakt om, tijdens een bal, eerst de grootste kolencentrale van Belgrado plat te leggen om vervolgens het koninklijk paleis binnen te dringen, waar ter ere van de verjaardag van de koningin een bal werd gehouden. Daar zouden koning en koningin vergiftigd hebben moeten worden. Dit plan viel in het water, omdat de elektriciteitscentrale te goed bewaakt was en bovendien de koningin verstek had moeten laten gaan op haar eigen bal.
Op 11 juni 1903 was het dan toch zo ver. Aan het hoofd van een grote groep officieren trok Dimitrijević het koninklijk paleis binnen. De koning en koningin lagen al in bed en vluchtten, toen ze gerucht vernamen, naar de zolderverdieping. Dat gerucht had onder meer bestaan uit een drietal schoten, afgevuurd op de kapitein Dimitrijević, die later evenwel genas van zijn verwondingen. Uiteindelijk werden koning en koningin op de zolder aangetroffen en gedood, om vervolgens over de balustrade van hun slaapkamer te worden geworpen.

## Onder koning Peter I
Dimitrijević zou vervolgens onder Alexanders opvolger Peter I (Karađorđević) een centrale figuur worden aan het hof en als leider van de Servische veiligheidsdienst. Hij was ook de begeleider van kroonprins Georges Europese tour. Dit was voordat George van zijn kroonprinselijke titel werd ontdaan, toen hij in 1909 zijn lijfknecht in een vlaag van verstandsverbijstering om het leven had gebracht. Dimitrijević was, met zijn koning, een voorstander van de Groot Servische gedachte. Met veel andere Serviërs voelde hij zich in dit Servische streven gefrustreerd door de belangen die het Oostenrijk-Hongaarse keizerrijk op de Balkan voorstond.

## Zwarte Hand

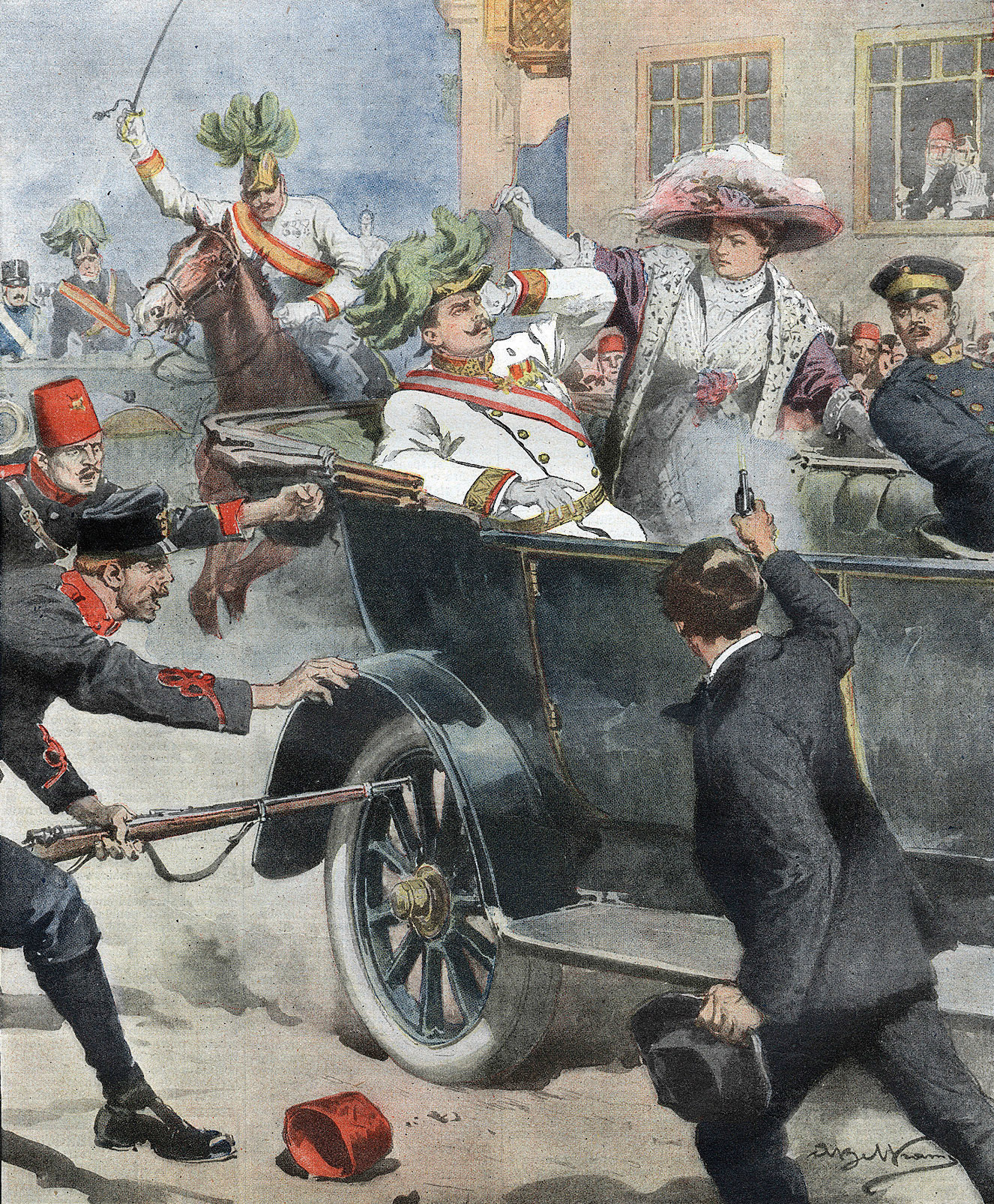
Moord op Frans Ferdinand en zijn vrouw

Al in 1911 was Dimitrijević een van de architecten achter een, overigens mislukte, aanslag op de Oostenrijkse keizer Frans Jozef. Rond die tijd was hij de oprichter van een geheim genootschap genaamd Zwarte Hand. Dimitrijević leidde dit gezelschap, dat bestond uit Servische idealisten die terreur niet schuwden. In de boezem van dit gezelschap ontstond het idee om de Oostenrijkse troonopvolger, aartshertog Frans Ferdinand, tijdens diens bezoek aan Bosnië te liquideren. Gavrilo Princip, die uiteindelijk de bijna mislukte aanslag met een aantal pistoolschoten tot een succes zou maken, was - evenals zijn gezellen - lid van de Zwarte Hand. De moord leidde tot het Oostenrijks juli-ultimatum en een maand later tot het begin van de Eerste Wereldoorlog.

## Geëxecuteerd
Na de gebeurtenissen in juni/juli 1914 wilde de Servische eerste minister  Nikola Pašić eigenlijk van Dimitrijević af. De kans daartoe deed zich voor, nadat Dimitrijević in 1917 met een aantal anderen beschuldigd was van een poging tot moord op 's konings zoon, kroonprins Alexander. Een militair tribunaal in Thessaloniki oordeelde dat Dimitrijević schuldig aan hoogverraad was en veroordeelde hem tot de dood. Voor het vuurpeloton schijnen zijn laatste woorden geweest te zijn Leve Groot-Servië, Leve Joegoslavië. Het vonnis tegen Dimitrijević en zijn medeveroordeelden werd in 1953 door een Joegoslavische rechtbank postuum herroepen.